# Arellano
Arellano é um município espanhol
da província e comunidade autónoma de Navarra. Tem 16,89 km² de área e em 2021 tinha 164 habitantes (densidade: 9,7 hab./km²).

## Demografia
| Variação demográfica do município entre 1991 e 2004 | Variação demográfica do município entre 1991 e 2004 | Variação demográfica do município entre 1991 e 2004 | Variação demográfica do município entre 1991 e 2004 |
| --------------------------------------------------- | --------------------------------------------------- | --------------------------------------------------- | --------------------------------------------------- |
| 1991                                                | 1996                                                | 2001                                                | 2004                                                |
| 220                                                 | 205                                                 | 190                                                 | 192                                                 |